# Luo Ronghuan
Luo Ronghuan (ur. 26 listopada 1902, zm. 16 grudnia 1963) – chiński wojskowy, marszałek ChRL.

## Życiorys
Urodził się w Hengshan w prowincji Hunan, w 1927 roku został członkiem Ligi Młodzieży Komunistycznej. W tym samym roku wstąpił do KPCh. Brał udział w powstaniu w Nanchangu i powstaniu jesiennych zbiorów. W Chińskiej Armii Ludowo-Wyzwoleńczej pełnił funkcję oficera politycznego, wziął udział w Długim Marszu. 
Po wznowieniu w 1946 roku chińskiej wojny domowej walczył na terenie Mandżurii, biorąc udział m.in. w kampaniach Liao-Shen i Ping-Jin, nie tylko w roli komisarza politycznego, ale często także korygując i powstrzymując błędne strategicznie rozkazy Lin Biao. Po utworzeniu w 1949 roku Chińskiej Republiki Ludowej został szefem departamentu politycznego Centralnej Komisji Wojskowej. Od 1949 do 1954 roku był także przewodniczącym Najwyższej Prokuratury Ludowej. W 1954 roku przeszedł z CKW na stanowisko przewodniczącego Akademii Politycznej Chińskiej Armii Ludowo-Wyzwoleńczej. W 1955 roku otrzymał awans na jednego z dziesięciu marszałków ChRL.
Przez wiele lat chorował na nadciśnienie i chorobę wieńcową, na skutek których w latach 50. musiał ograniczyć działalność publiczną. Z powodu pogarszającego się stanu zdrowia przeszedł w 1961 roku na emeryturę. Sprzeciwiał się ogłoszonej w trakcie wielkiego skoku dymisji marszałka Peng Dehuaia i przejęciu kontroli nad wojskiem przez Lin Biao. Przedwczesna śmierć w 1963 roku prawdopodobnie uchroniła go przed prześladowaniami okresu rewolucji kulturalnej.